# Польцов
Польцов (нем. Polzow) — община в Германии, районный центр, расположен в земле Мекленбург-Передняя Померания.
Входит в состав района Иккер-Рандов. Подчиняется управлению Иккер-Рандов-Таль. Население составляет 247 человек (2009); в 2003 г. — 272. Занимает площадь 8,50 км².
| Год  | Население |
| ---- | --------- |
| 1991 | 275       |
| 1995 | 251       |
| 2000 | 279       |
| 2005 | 264       |
| 2010 | 251       |